# Jeremias i Tröstlösa

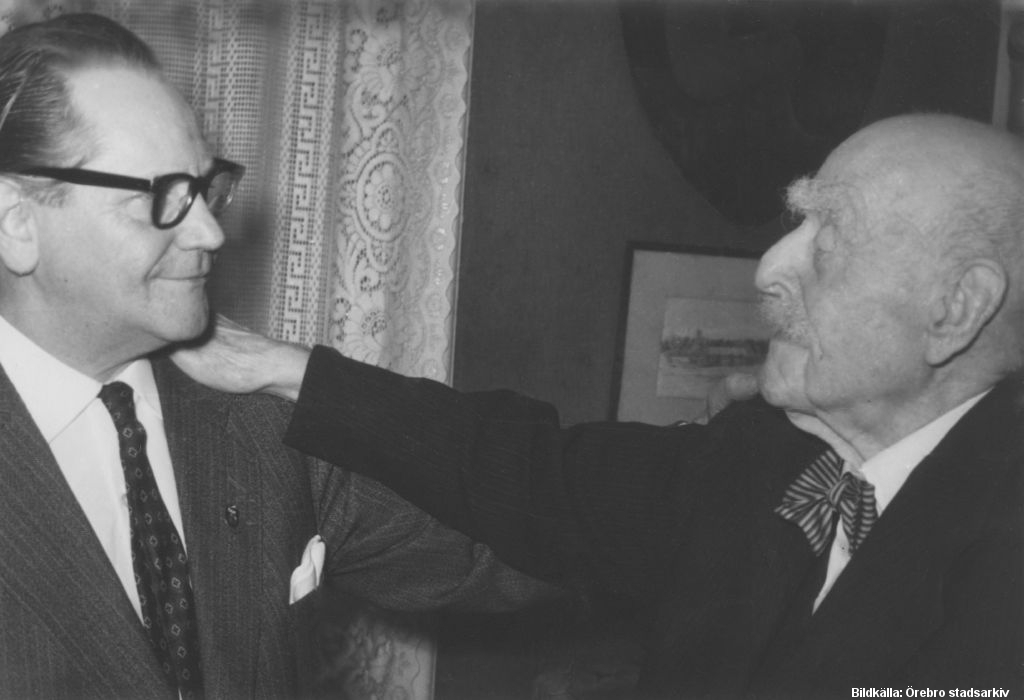
Konstnären Gösta Ottoson och Jeremias i Tröstlösa. Fotot är taget 1957 i skaldens bostad, Kristinagatan 19 i Örebro.

Jeremias i Tröstlösa, författarnamn för Levi Rickson, ursprungligen Erickson, född 3 augusti 1868 i Almby socken nära Örebro, död 29 november 1967 på Västra sjukhemmet i Örebro, var en svensk författare, journalist, visdiktare och kompositör.

## Biografi
Levi Johan var född som son till skolläraren och organisten i Almby Lars Johan Eriksson och Augusta Erlandsson. Efter studentexamen vid Karolinska läroverket i Örebro 1888, där han varit medlem av den litterära föreningen Brage, blev Levi Erickson journalist på Nerikes Allehanda som han var knuten till 1890–1916. Tidigt började han att skriva dikter. I en radiointervju med Gösta Knutsson berättade han hur pseudonymen Jeremias i Tröstlösa kommit till. Det var när han skulle sätta ett fiktivt namn under en av sina dikter inför dess publicering i tidningen. Dikten heter Ja ä så ledsen och är en klagosång av en man som försmåtts av sin älskade. Rickson fann en lämplig anknytning till Jeremias klagovisor i Bibeln och satte samman profetens namn med det passande ortnamnet Tröstlösa. Så fick han det författarnamn som egentligen bara tillkommit för en särskild dikts skull.
Levi Rickson medarbetade även tillfälligt i tidningar som Dagens Nyheter, Stockholms-Tidningen, Göteborgs Handels- och Sjöfartstidning. Han lämnade Nerikes Allehanda 1916 och ägnade sig sedan helt åt sitt författarskap.
Ricksons mest kända dikter är Tess lördan och En borde inte sova. Den sistnämnda dikten återges oftast "översatt" från det bygdemål som var Levi Ricksons särmärke som författare. Det gör att den matematiska finessen i texten går förlorad. Man borde inte sova – man borde vara två är ju en schlageraktig plattityd, men i originaltexten ger Rickson det dialektala pronominet "en" fördubblad verkan genom att på slutet även låta det göra tjänst som räkneord och associera det med nästa siffertal: En borde inte sova, när natta faller på. [---] En borde vara två.
Ett antal av Jeremias dikter är tonsatta av Greta Adrian med pianoarrangemang av Elsa Samuelson.
Jeremias i Tröstlösa har fått ge namn åt Jeremiasstugan i friluftsmuseet Wadköping i Örebro. Denna bagarstuga tillhörde från början Tybble gård och flyttades in till Wadköping 1985. Enligt traditionen använde Levi Rickson övervåningen i huset som bostad och skrivkammare.
Han är begravd på Almby kyrkogård i Örebro.